# Clathria aruensis
Clathria aruensis är en svampdjursart som först beskrevs av Jörn Hentschel 1912.  Clathria aruensis ingår i släktet Clathria och familjen Microcionidae. Inga underarter finns listade i Catalogue of Life.